# 찰름프라끼앗군 (나콘랏차시마주)
찰름프라끼앗군은 나콘랏차시마주의 행정 구역이다. 이 지역의 총 인구 수는 2000년 기준으로 33151명이다. 인구 밀도는 130.5km2이다.

## 행정 구역
| 1. | Chang Thong    | ช้างทอง     |  |
| 2. | Tha Chang      | ท่าช้าง      |  |
| 3. | Phra Phut      | พระพุทธ     |  |
| 4. | Nong Ngu Lueam | หนองงูเหลือม |  |
| 5. | Nong Yang      | หนองยาง    |  |

## 같이 보기
- 나콘랏차시마 공항

1. ↑  พระราชกฤษฎีกาเปลี่ยนนามอำเภอ กิ่งอำเภอ และตำบลบางแห่ง พุทธศักราช ๒๔๘๒ (PDF). 《Royal Gazette》 (태국어) 56 (ก): 354–364. 1939년 4월 17일. 2009년 2월 19일에 원본 문서 (PDF)에서 보존된 문서. 2021년 12월 27일에 확인함.